# Enrique Labo Revoredo
Enrique Labo Revoredo (Lima, 1939. március 2. – 2014. július 2.) perui nemzetközi labdarúgó-játékvezető.

## Pályafutása

### Nemzeti játékvezetés
A játékvezetői vizsgát 1965-ben tette le. A küldési gyakorlat szerint rendszeres partbírói tevékenységet is végzett. 1969-ben lett az I. Liga játékvezetője. A nemzeti játékvezetéstől 1988-ban vonult vissza.

### Nemzetközi játékvezetés
A Perui labdarúgó-szövetség Játékvezető Bizottsága (JB) terjesztette fel nemzetközi játékvezetőnek, a Nemzetközi Labdarúgó-szövetség (FIFA) 1972-től (artotta nyilván bírói keretében. A FIFA JB központi nyelvei közül a spanyolt beszélte. Több nemzetek közötti válogatott és klubmérkőzést vezetett, vagy működő társának partbíróként segített. A perui nemzetközi játékvezetők rangsorában, a világbajnokság sorrendjében többedmagával a 3. helyet foglalja el 1 találkozó szolgálatával. Az aktív nemzetközi játékvezetéstől 1988-ban búcsúzott.

#### Labdarúgó-világbajnokság

##### U20-as labdarúgó-világbajnokság
Chile rendezte a 6., az 1987-es ifjúsági labdarúgó-világbajnokságot, ahol a FIFA JB bíróként foglalkoztatta.

###### 1987-es ifjúsági labdarúgó-világbajnokság
| Időpont           | HelyszínS                  | Mérkőzés típusa           | Mérkőzés           | Eredmény | Nézők száma |
| ----------------- | -------------------------- | ------------------------- | ------------------ | -------- | ----------- |
| 1987. október 12. | Városi Stadion, Concepción | előselejtező (B. csoport) | Olaszország–Kanada | 2 – 2    | 38 000      |

---
A világbajnoki döntőkhöz vezető úton Spanyolországba a XII., az 1982-es labdarúgó-világbajnokságra a FIFA JB játékvezetőként alkalmazta. A FIFA JB elvárása szerint, ha nem vezetett, akkor partbíróként tevékenykedett. Két csoportmérkőzésen egyes számú besorolást kapott, játékvezetői sérülés esetén továbbvezethette volna a találkozót. Világbajnokságon vezetett mérkőzéseinek száma: 1 + 2 (partbíró).

##### 1982-es labdarúgó-világbajnokság

###### Selejtező mérkőzés
| Időpont           | Helyszín                      | Mérkőzés típusa           | Mérkőzés         | Eredmény |
| ----------------- | ----------------------------- | ------------------------- | ---------------- | -------- |
| 1981. február 22. | Marcel Saupin Stadion, La Paz | előselejtező (1. csoport) | Bolívia–Brazília | 1 – 2    |

###### Világbajnoki mérkőzés
| Időpont          | Helyszín                  | Mérkőzés típusa              | Mérkőzés     | Eredmény | Nézők száma |
| ---------------- | ------------------------- | ---------------------------- | ------------ | -------- | ----------- |
| 1982. június 16. | El Molinón Stadion, Gijón | csoportmérkőzés (2. csoport) | NSZK–Algéria | 1 – 2    | 42 000      |

##### 1986-os labdarúgó-világbajnokság

###### Selejtező mérkőzés
| Időpont          | Helyszín                         | Mérkőzés típusa           | Mérkőzés         | Eredmény | Nézők száma |
| ---------------- | -------------------------------- | ------------------------- | ---------------- | -------- | ----------- |
| 1985. június 30. | Maracanã Stadion, Rio de Janeiro | előselejtező (3. csoport) | Brazília–Bolívia | 1 – 1    | 90 709      |

#### Copa América
A 31., az  1979-es Copa América labdarúgó tornának nem volt házigazdája. A tornát a CONMEBOL szervezte. Paraguay a 32., az 1983-as Copa América, Argentína a 33., az 1987-es Copa América  tornát rendezte, ahol a  CONMEBOL JB játékvezetőként alkalmazta.

##### 1979-es Copa América

###### Copa América mérkőzés
| Időpont             | Helyszín                                     | Mérkőzés típusa              | Mérkőzés        | Eredmény | Nézők száma |
| ------------------- | -------------------------------------------- | ---------------------------- | --------------- | -------- | ----------- |
| 1979. augusztus 29. | Estadio Nacional de Chile, Santiago de Chile | csoportmérkőzés (A. csoport) | Chile–Venezuela | 7 – 0    | 70 000      |

##### 1983-as Copa América

###### Copa América mérkőzés
| Időpont             | Helyszín                                     | Mérkőzés típusa              | Mérkőzés        | Eredmény | Nézők száma |
| ------------------- | -------------------------------------------- | ---------------------------- | --------------- | -------- | ----------- |
| 1983. szeptember 8. | Estadio Nacional de Chile, Santiago de Chile | csoportmérkőzés (A. csoport) | Chile–Venezuela | 5 – 0    | 20 000      |

##### 1987-es Copa América

###### Copa América mérkőzés
| Időpont          | Helyszín                             | Mérkőzés típusa              | Mérkőzés         | Eredmény | Nézők száma |
| ---------------- | ------------------------------------ | ---------------------------- | ---------------- | -------- | ----------- |
| 1987. június 28. | Gigante de Arroyito Stadion, Rosario | csoportmérkőzés (C. csoport) | Paraguay–Bolívia | 0 – 0    | 5000        |

#### Mundialito
1980-ban a labdarúgó-világbajnokságok 50. évfordulójára a FIFA Argentínában Copa de Oro de Campeones Mundiales, Mini világbajnokság emléktornát rendezett. A tornán azoknak az országoknak a válogatottjai vettek részt, akik elnyerték a világbajnokságok döntőit. Hollandia Anglia visszalépésével kapott meghívást. A tornán játékvezetői szolgálatra kapott megbízást.
| Időpont            | Helyszín                       | Mérkőzés típusa              | Mérkőzés          | Eredmény | Nézők száma |
| ------------------ | ------------------------------ | ---------------------------- | ----------------- | -------- | ----------- |
| 1980. december 30. | Estadio Centenario, Montevideo | csoportmérkőzés (A. csoport) | Uruguay–Hollandia | 2 : 0    | 65 000      |

#### Olimpia
Az 1980. évi nyári olimpiai játékok labdarúgó tornáján a FIFA JB játékvezetőként alkalmazta.

##### 1980. évi nyári olimpiai játékok
| Időpont          | Helyszín                 | Mérkőzés típusa              | Mérkőzés              | Eredmény |
| ---------------- | ------------------------ | ---------------------------- | --------------------- | -------- |
| 1980. július 23. | Kirov Stadion, Leningrád | csoportmérkőzés (B. csoport) | Csehszlovákia–Nigéria | 1 – 1    |
| 1980. július 27. | Kirov Stadion, Leningrád | egyik negyeddöntő            | Csehszlovákia–Kuba    | 3 – 0    |

## Külső hivatkozások
- Enrique Labo Revoredo. World Referee. [2016. március 4-i dátummal az eredetiből archiválva]. (Hozzáférés: 2015. március 24.)
- Enrique Labo Revoredo. footballzz.com. (Hozzáférés: 2015. március 24.)
- Enrique Labo Revoredo. scoreshelf.com. [2015. április 6-i dátummal az eredetiből archiválva]. (Hozzáférés: 2015. március 24.)
- Enrique Labo Revoredo. arbitrosperuanos.com. [2014. július 14-i dátummal az eredetiből archiválva]. (Hozzáférés: 2015. március 24.)